# Papilio dialis
Papilio dialis är en fjärilsart som först beskrevs av John Henry Leech 1893.  Papilio dialis ingår i släktet Papilio och familjen riddarfjärilar. Inga underarter finns listade i Catalogue of Life.